# Hong Kong un addio
Hong Kong un addio è un film del 1963 diretto da Gian Luigi Polidoro.

## Trama
Alberto e Laura sono una giovane coppia sposata che si trasferisce per un breve periodo a Hong Kong per un incarico affidato ad Alberto per conto dell'Unesco. Il matrimonio è in crisi e Alberto tenta di salvare il matrimonio ma Laura alla fine lo lascia.